# Hortus Musicus Religiosus

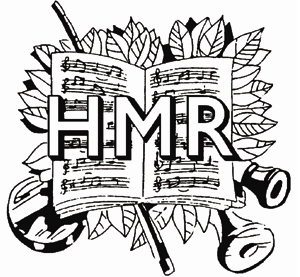
Embleem van Hortus Musicus Religiosus tot 2014

Hortus Musicus Religiosus (HMR) is een professioneel geleid koor uit Bergen op Zoom. Het zingt daar wekelijks op zondag in de Sint-Gertrudiskerk. Op feesten als Kerstmis, Pasen en Pinksteren worden grote missen uitgevoerd met orkest. Daarnaast geeft het koor meerdere malen per jaar concerten, veelal in Noord-Brabant en Zeeland. Bekend is het jaarlijkse Kerstconcert op 28 december in de Gertrudiskerk.  Vele bezoekers trekt ook het naar anglicaanse traditie vormgegeven Festival of Lessons and Carols, een oecumenische viering ter voorbereiding op Kerstmis.
Op dit moment heeft HMR geen vaste dirigent. De muzikale leiding ligt tijdelijk in handen van HMR-lid Koert Damveld, die na een carrière in het bedrijfsleven een studie musicologie afrondde. Naast Koert fungeren drie leden van HMR als repetitor nl.; Rob Daane, Monique Jimkes en Toine Jimkes.

## Ontstaan en geschiedenis
Het gemengd koor Hortus Musicus Religiosus ontstond in 1964 door samenvoeging van twee koren van de voormalige St.-Josephkerk te Bergen op Zoom.
In 1972 werd een vaste eigen groep instrumentalisten aan het koor toegevoegd. Sindsdien is de officiële naam: Hortus Musicus Religiosus Vocale en Instrumentale koren.
Na de sluiting van de St.-Josephkerk verhuisde HMR naar de H. Maagdkerk aan de Grote Markt. In 1987 kwam een transactie tot stand met de Gemeente Bergen op Zoom, eigenares van de pas gerestaureerde Grote of St.-Gertrudiskerk, waarbij in ruil voor het gebouw van de H. Maagdkerk de parochie van de H. Maagd het gebruiksrecht kreeg van de monumentale Gertrudiskerk. Vanaf dat moment is HMR verbonden aan de Gertrudiskerk. De H. Maagdkerk werd verbouwd tot theater De Maagd.
Sinds het begin tot 1 januari 2010 had kerkmusicus Hans Smout de muzikale leiding over HMR. Marcel van Westen heeft vanaf laatstgenoemde datum de muzikale leiding als dirigent van het koor overgenomen. Op 15 september 2013 heeft Marcel van Westen zijn carrière voortgezet in Aken en is de muzikale leiding in handen gekomen van ad interim dirigent Koert Damveld. 

## Verschillende deelkoren
Het koor kent diverse deelkoren. Een zanger(es) kan aan meerdere koren deelnemen.
- Het Gemengd Koor: 4- tot 8-stemmig koor.

Repertoire: Latijnse missen; motetten in diverse talen
- Schola Cantorum: mannenkoor.

Repertoire: gregoriaanse gezangen.
- Capella Feminarum: vrouwenkoor.

Repertoire: hedendaagse eenstemmige Nederlandstalige muziek.
- Dickens-Carolkoor: 4-stemmig gemengd koor.

Repertoire: Engelstalige kerstcarols.
- Projectkoor: 4-stemmig koor, bestaande uit geselecteerde leden van HMR en deels professionele zangers van buiten het koor.

Bestaat uit een selectie van zangers uit het Gemengd Koor, aangevuld met extra (professionele) zangers van buiten HMR. Dit koor geeft (met orkest en solisten) concerten op projectbasis.
HMR heeft ook een groep instrumentalisten: hoofdzakelijk strijkers en continuospelers, eventueel aangevuld met blazers en slagwerkers, die het koor begeleiden bij grote missen en concerten.
Het systeem van deelkoren leidt tot grote veelzijdigheid en flexibiliteit. Bovendien kan daardoor een uitgebreid repertoire worden opgebouwd.
HMR kan zowel grote missen van b.v. Mozart en Haydn uitvoeren (Gemengd Koor met eigen instrumentalisten) als gregoriaans (Schola Cantorum) en subtiele eenstemmige antwoordpsalmen (Capella Feminarum).

## Muziek
HMR zingt werken van componisten uit alle tijden. Een kleine greep uit het repertoire:
- Jacob Obrecht (1457/58-1505)
- Francisco Valls (en) (1665/71-1747)
- Johann Sebastian Bach (1685-1750)
- Joseph Haydn (1732-1809)
- Michael Haydn (1737-1806)
- Wolfgang Amadeus Mozart (1756-1791)
- Felix Mendelssohn Bartholdy (1809-1847)
- Camille Saint-Saëns (1835-1921)
- Joseph Rheinberger (1839-1901)
- Herman Strategier (1912-1988)
- David Willcocks (1919- )
- John Rutter (1945- )

Naast grote bekende werken voert het koor ook onbekende, maar muzikaal zeer interessante werken uit.
Leden van het koor met een professionele muzikale opleiding zoeken in bibliotheken op diverse plaatsen in Europa naar interessante muziek, die dan door hen wordt getranscribeerd. Zo nodig schrijven zij ook passende arrangementen. Op deze manier kon het koor muziek uitvoeren van de Spaanse barokcomponist Francisco Valls (1665/1671-1747).